# Amerikai pszichó (film)
Az Amerikai pszichó (eredeti cím: American Psycho) 2000-ben bemutatott amerikai független bűnügyi filmdráma Mary Harron rendezésében. A forgatókönyvet Bret Easton Ellis 1991-es, hasonló című regénye alapján Harron és Guinevere Turner írta. A főbb szerepekben Christian Bale, Willem Dafoe, Jared Leto és Justin Theroux látható. 

## Cselekmény
Patrick Bateman – egy gazdag és befolyásos Wall Street-i befektető fia – igazi aranyifjú. Könnyen és boldogan halad előre az apja által kitaposott úton, megszállottja a pénznek, a sikernek, a divatnak és a stílusnak. Igazi társasági ember, központi figura, amolyan két lábon járó sikersztori. Bateman emellett minden idők legkegyetlenebb és leggátlástalanabb sorozatgyilkosa is. Ismerősöket és ismeretleneket mészárol le különös kegyetlenséggel, indíték nélkül. A rendőrség felfigyel a sok gyilkosságra ugyan, de mind hiába – mindenki a sötétben tapogatózik, eleinte senki nem gondol arra, hogy a legbefolyásosabb körökben kellene keresni az egyes számú közellenséget.

## Szereplők
| Színész           | Szerep                 | Magyar hang          |
| ----------------- | ---------------------- | -------------------- |
| Christian Bale    | Patrick Bateman        | László Zsolt         |
| Justin Theroux    | Timothy Bryce          | Csík Csaba Krisztián |
| Josh Lucas        | Craig McDermott        | Dózsa Zoltán         |
| Bill Sage         | David Van Patten       | Debreczeny Csaba     |
| Chloë Sevigny     | Jean                   | Rudolf Teréz         |
| Reese Witherspoon | Evelyn Williams        | Kisfalvi Krisztina   |
| Samantha Mathis   | Courtney Rawlinson     | Orosz Helga          |
| Matt Ross         | Luis Carruthers        | Szokol Péter         |
| Jared Leto        | Paul Allen             | Dévai Balázs         |
| Willem Dafoe      | Donald Kimball nyomozó | Rosta Sándor         |
| Cara Seymour      | Christie               | Erdős Borcsa         |
| Guinevere Turner  | Elizabeth              |                      |
| Harold Carnes     | Stephen Bogaert        | Kapácsy Miklós       |
| Monika Meier      | Daisy                  |                      |
| Reg E. Cathey     | Al, hanyag dolgozó     |                      |
| Tufford Kennedy   | Hamilton               | Kapácsy Miklós       |
| Ronald Reagan     | önmaga                 | Várday Zoltán        |